# タングート
タングート（Tangut）とは、7世紀～13世紀ごろに中国西南部の四川省北部、青海省などに存在したチベット=ビルマ系民族である。
11世紀初めに西夏を建てた。漢語では普通、党項（とうこう）と記されている。日本語ではタングトやタンガットという記法も散見される。同じくタングート族、タングート人を使う例もある。タングートの前身は羌である。
同時に、中国語表記で唐兀とも表記され、モンゴル化したテュルク民族とする説もある。

## 歴史

### 大夏以前
党項の名前は正史の中で一番古いところでは『隋書』に伝があり、三苗（ミャオ族の前身と言われる）の末裔という。なお、チベット・ビルマ系とされるタングートと、ミャオ・ヤオ系とされる三苗との間では言語的に隔たりがある。
当時は鮮卑慕容部の系統の吐谷渾が青海に勢力を張っていたが、隋唐の遠征軍に大敗して衰退し、代わってチベット系の吐蕃が勢力を伸ばし、タングートはこれに押される形で東の陝西の北部と甘粛、つまりオルドス地方に遷る。タングートはオルドス地方の長城線付近に散在して住んだが、居住地区の特性に応じて牧畜・狩猟・農耕と形態を変えて生活していた。
タングートは東山部・平夏部・南山部・横山部などに分かれており、横山部（オルドス地方長城線以南の地区名）に住んでいた熟戸（または、属戸）と、平夏部（同地方の北方、砂漠地帯の名前）に住む生戸に大別される。しかし、前者が漢族と親密な関係にあったのに対して、後者は親近感を抱かなかった。タングートのうち平夏部が最も強く、中国に対して敵対的でもあった。平夏部の族長は、北魏の時代に拓跋姓を名乗り、更に唐末、黄巣の乱が起きた際に平夏部の首長の拓跋思恭は唐を援助、この功績により、もはや名ばかりとなっていた唐室から国姓の李姓を貰い定難軍節度使に任ぜられた。拓跋思恭は定難軍節度使として夏州・銀州・綏州・宥州・静州の5州を管轄した。
その後、宋代になってから李氏は漢族との関係を巡って分裂した。中国で北宋が建国された後の980年、李継筠が死んで弟の李継捧が跡を継いだが、この継承に多くの反対が起こり内紛が生じた。この内紛から、翌々年、李継捧はタングート族を見限って、静州以外の4州8県を北宋へ献じ、自らも開封府へ移住するという国家存亡の危機が生じた。李継捧の族弟の李継遷は李継捧のこの措置に反対し、タングート族を糾合し北宋に反旗を翻した。当時は契丹も北宋と激しく対立しており、986年、北宋が契丹に攻め込むと李継遷は契丹に使者を送って軍事援助を求めた。この時、契丹は李継遷を定難軍節度使に任じただけで軍事支援には答えなかったが、夏州一帯を支配することを契丹から公式に認められた。その後、989年、再三の求めに契丹は公主の降嫁に応じ、翌年、李継遷は契丹から「夏国王」の称号を受けた。以後、一時的に北宋に寝返ることもあったが、李継遷は基本的には、契丹の保護を受けながら北宋と対立する道を進んだ。タングートには親北宋のグループも依然としてあったが、李継遷はこれらを切り崩して次第に勢力を拡大した。994年、北宋は対タングート経略の前線基地だった夏州城を放棄しなければならないまでに軍事的に強力な存在にまで成長した。一方の李継捧は一時期、北宋の招安に応じて趙保吉の名をもらったが、最終的には李継遷とともに反北宋に立場を変え、李継捧が献上した4州を取り返し、霊州を奪い、咸平4年（西暦1001年）3月、西平府と名を改め、ここを首都に定めた。北宋は、甘粛から青海東部が勢力圏の青唐族と手を結んで李継遷と争わせ、李継遷を戦死させることに成功した。
統和22年（西暦1004年）に李継遷が亡くなると、子の李徳明が後を継いだ。父とは異なり李徳明は北宋との融和路線をとった。前年に契丹が北宋と和解しており（澶淵の盟）、単独では北宋と対抗できないので、景徳2年（西暦1005年）、李徳明は北宋の真宗に誓表（神に誓うという形式の誓約書）を提出し、北宋へ兵を進めないこと、北宋に臣礼をとることを約した。そして、その対価としてタングートは、北宋より銀一万両・絹一万匹・銅銭二万貫・茶二百斤の歳幣を受け取り、李徳明は定難軍節度使・西平王に任ぜられた。以後、北宋との国境地帯に貿易場が設けられ、両国間の貿易は盛んになった。一方で、契丹や北宋とは友好関係を築きつつ、李徳明は河西回廊への進出を図り、西涼府のチベット族や甘州のウイグル族と対立した。ただ、河西回廊への進出は李徳明の時代にはあまり成功せず、一時期、1010年代に西涼府を支配したものの甘州ウイグルの攻撃により失った。
李徳明の時代、タングートは北宋と和解したものの一時的なものに終わり、北宋の経済政策の変更に起因する不満から、平夏部だけでなく横山部一帯のタングート族も一致団結して北宋に反旗を翻すことになった。原因は宋による一方的な経済政策の押し付けである。タングート族の居住地区には宋との間にめぼしい交易品がなく、烏池・白池など、地区内に点在する塩湖からとれる良質の塩（青白塩と呼ばれた）を甘粛や陝西北部へ運び、それを売って経済を支えていた。この地方で塩は、唐の時代から続く重要な交易品だった。しかし、宋が塩の専売制を国家財政の柱とする経済政策へ変更し、この地方で流通していた安価で良質だった青白塩を排除、解塩（山西南部の解県の塩湖から採れる塩）を高額で売りつけるようになった。オルドス地方の財政の支柱だった塩の交易ができなくなったタングート族は、李徳明の跡を継いだ李元昊の時代に、宋との朝貢関係を断ち独立国家として宋と対等の立場に立つことを決めた。

### 大夏建国
李元昊は、漢族の反体制分子の手を借りながら国家体制を整備、漢字を手本にした西夏文字も新たに作り、宝元元年（西暦1038年）、興慶府（現在の寧夏回族自治区銀川市）を都に定め、大夏を名乗って独立した（西夏は、大夏を宋側から見た呼び名。西夏が存在している間の事は西夏の記事を参照せよ）。元昊は宋に対等の国交関係を申し入れたが拒絶されたため、騎兵部隊を使って宋を侵略した。東は延安府、西は蘭州にまで至る陝西・甘粛の北部一帯が戦場になった。宋は、韓琦や范仲淹らを防衛責任者に任じて大夏の侵略を許さなかったが、国力が弱まっており総じて劣勢だった。また、一方の大夏にしても、戦乱で宋や西域との貿易に打撃を受け、戦争の継続は困難になっていった。膠着状態のまま7年の間、戦乱は続いたが、断続的に和平交渉が行われ、慶暦4年（西暦1044年）秋、大夏は宋に対して臣礼をとる、宋は絹十三万匹・銀五万両・茶二万斤を歳貨として大夏に贈る、互いに亡命者を受け入れない、という条件で和睦した。この後、宋と大夏の国境には貿易場が設けられ、交易も回復したが、宋は青白塩の輸入だけは認めようとせず、その後も両国は時としては青唐族を巻き込んだ戦乱も交えながら、ぎくしゃくとした関係が続いた。

### 大夏滅亡
金・南宋の末期、大夏は西征への参加を拒んだため、1225年、西征から帰還したチンギス・カンに直ちに攻め込まれ滅亡した。その後も、大夏の支配地域だった西涼府・宣化府・粛州の征服は続き、1227年にチンギス・カンが野営地の六盤山で没した3日後、大夏最後の国王の李晛が首都の中興府城を開いて投降した。チンギス・カンの孫のクビライが元を建国するとタングートは色目人の中に組み込まれた。
現在チャン族として知られている四川省北部の少数民族の言語は、西夏文字によって残されているタングート語と比較的近いとされている。
チベット語アムド方言を話す遊牧民のことをタングートと呼ぶ場合もあり、実際、古代のタングートの居住地域と、現在のチベット語アムド方言の話者が住む地域はほぼ重なっている。そのため、この地域のチベット族の中には、モンゴル化したテュルク民族がチベット人に同化しチベット語を話すようになったタングート人の末裔が恐らく多数含まれており、古代の言語的な特徴を比較的よく残している人びとが、チャン族をはじめとする四川省北部のチベット・ビルマ系少数民族を形成していると考えられる。

### 注
1. ↑  繁体字でも「党」の字であり「黨」ではない。
2. ↑  平夏部の王族は拓跋を名乗っていたが、鮮卑拓跋部の流れを汲むものではなく、かつて大きく隆盛した同一族にあやかって、拓跋と称したものと見られる。[要出典]
3. ↑  古松崇志『草原の制覇』(岩波新書) p.120では1002年になっている。
4. ↑  古松『草原の制覇』では西暦1006年と書かれている[10]。